# Бамбукова акула Хассельта
Бамбукова акула Хассельта (Chiloscyllium hasseltii) — акула з роду бамбукова акула родини азійські котячі акули. Отримала назву на честь данського зоолога Іогана Конрада ван Хассельта.

## Опис
Загальна довжина досягає 45-55 см, максимальна — 78 см. Голова відносно велика, морда округла. Ніздрі розташовані далеко від кінчика морди. Під ніздрями є пара коротеньких вусиків. Очі середнього розміру, розташовані високо. Позаду очей, трохи нижчі, є великі бризкальця. Рот невеликий, знаходиться трохи нижчі кінчика морди. Зуби маленькі, широкі, з 2 та 3 верхівками. У неї 5 пар зябрових щілин. Тулуб подовжений, стрункий. Грудні плавці невеликі, широкі, округлі. Має 2 спинних плавця однаково розміру, безскелетні. Спинні плавці зсунуті у бік хвоста. Черевні плавці сході на грудні. Анальний плавець довгий, тягнеться до хвостового плавця. Хвіст стрункий. Хвостовий плавець має атрофовану нижню лопать. На спині та з боків є слабко виражені шкіряні хребці.
Забарвлення у молодих акул темне, майже чорне атласне з поперечними смугами та світлими плямами. Дорослі особини мають колір спини — темно-коричневий з дрібними світлими плямами.

## Спосіб життя
Тримається на континентальному шельфі, на глибині до 12 м. Воліє прибережні зони, мілину. Часто зустрічається серед каміння, коралів, водоростей, мулові та піщані ґрунти. Активна вночі, вдень відпочиває серед каміння та рифів. Задля пошуку здобичі використовує вусики, а для захоплення — щоковий насос. Живиться дрібною рибою, молюсками та ракоподібними. Мушлі розколює зубами.
Статева зрілість настає при розмірах у 44—54 см. Це яйцекладна акула. Народжені акуленята сягають 9—12 см.
Загрози для людини не представляє.

## Розповсюдження
Мешкає біля Малайського архіпелагу, Індонезії (біля Суматри, Яви, Калімантана, о. Нова Гвінея), на півдні Індокитаю — від М'янми до В'єтнаму.